# Большие Новишки
Большие Новишки — деревня в Белозерском районе Вологодской области.
Входит в состав Антушевского сельского поселения, с точки зрения административно-территориального деления — в Антушевский сельсовет.
Расположена на трассе Р6, на берегах реки Чермжи. Расстояние по автодороге до районного центра Белозерска составляет 23 км, до центра муниципального образования села Антушево — 8 км. Ближайшие населённые пункты — Березник, Пальцево, Перховта.
Население по данным переписи 2002 года — 55 человек (27 мужчин, 28 женщин). Преобладающая национальность — русские (98 %).